# Wimsener Höhle
Die Wimsener Höhle – eigentlich zu Ehren des Herzogs Friedrich II. (des späteren Königs Friedrich I.), der die Höhle 1803 besuchte, Friedrichshöhle genannt – ist die einzige mit einem Wassergefährt befahrbare Wasserhöhle Deutschlands. Sie liegt im Gemeindegebiet von Hayingen auf der Schwäbischen Alb und etwa drei Kilometer nördlich von Zwiefalten.
Von den 1.331 Metern Länge der Höhle sind nicht einmal zehn Prozent für normale Besucher zugänglich, die auf einem Kahn in die Höhle gefahren werden, da sich etwa 70 Meter hinter dem Eingang die Höhlendecke bis zur Wasserfläche hinabsenkt. Der Rest der Ganghöhle kann nur mit Tauchausrüstung erkundet werden.
Aus der Höhle entspringt die Zwiefalter Aach. Die Quelle schüttet minimal etwa 60 l/s, im Mittel 590 l/s, maximal 6240 l/s.

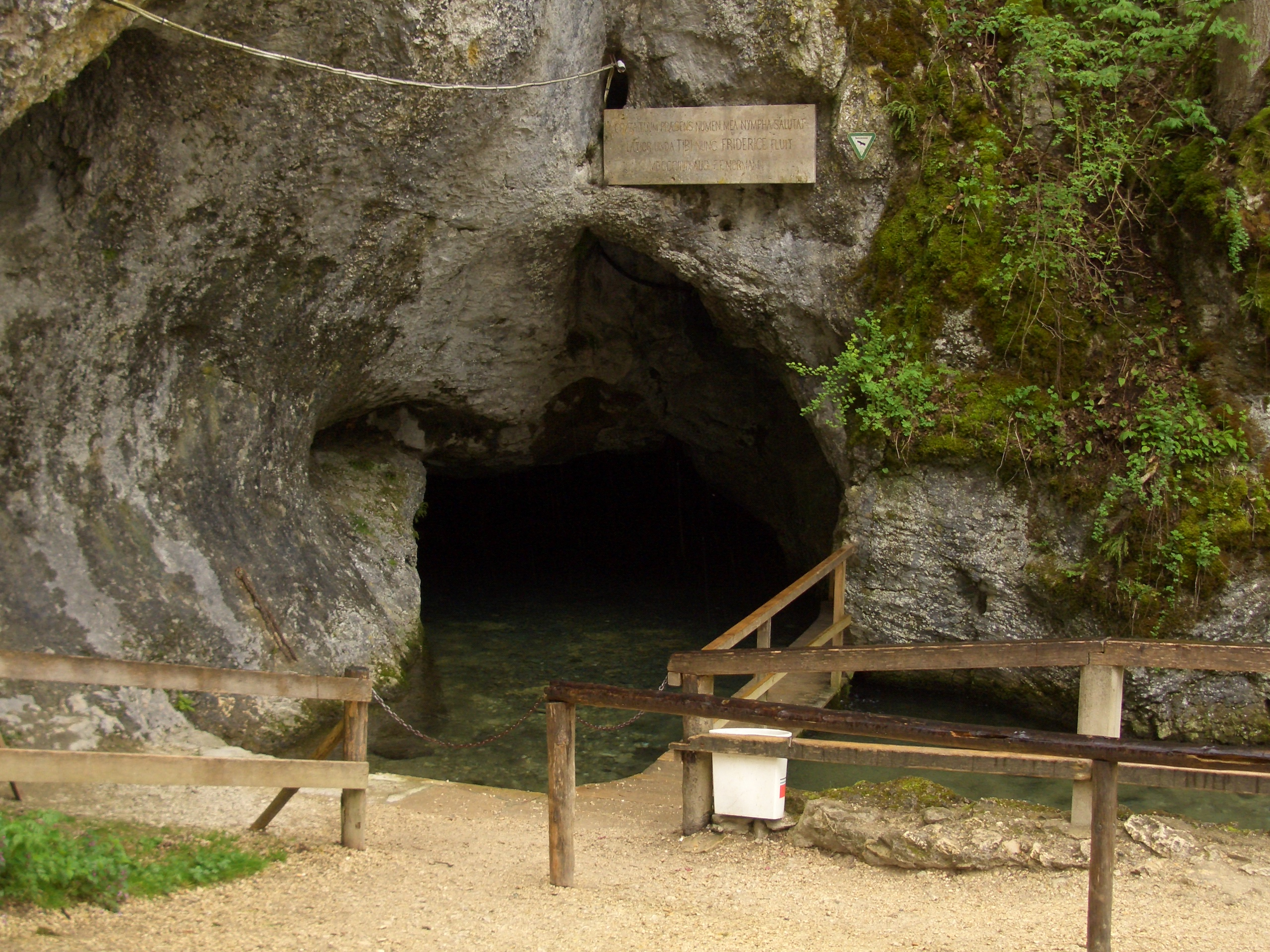
Eingangsbereich
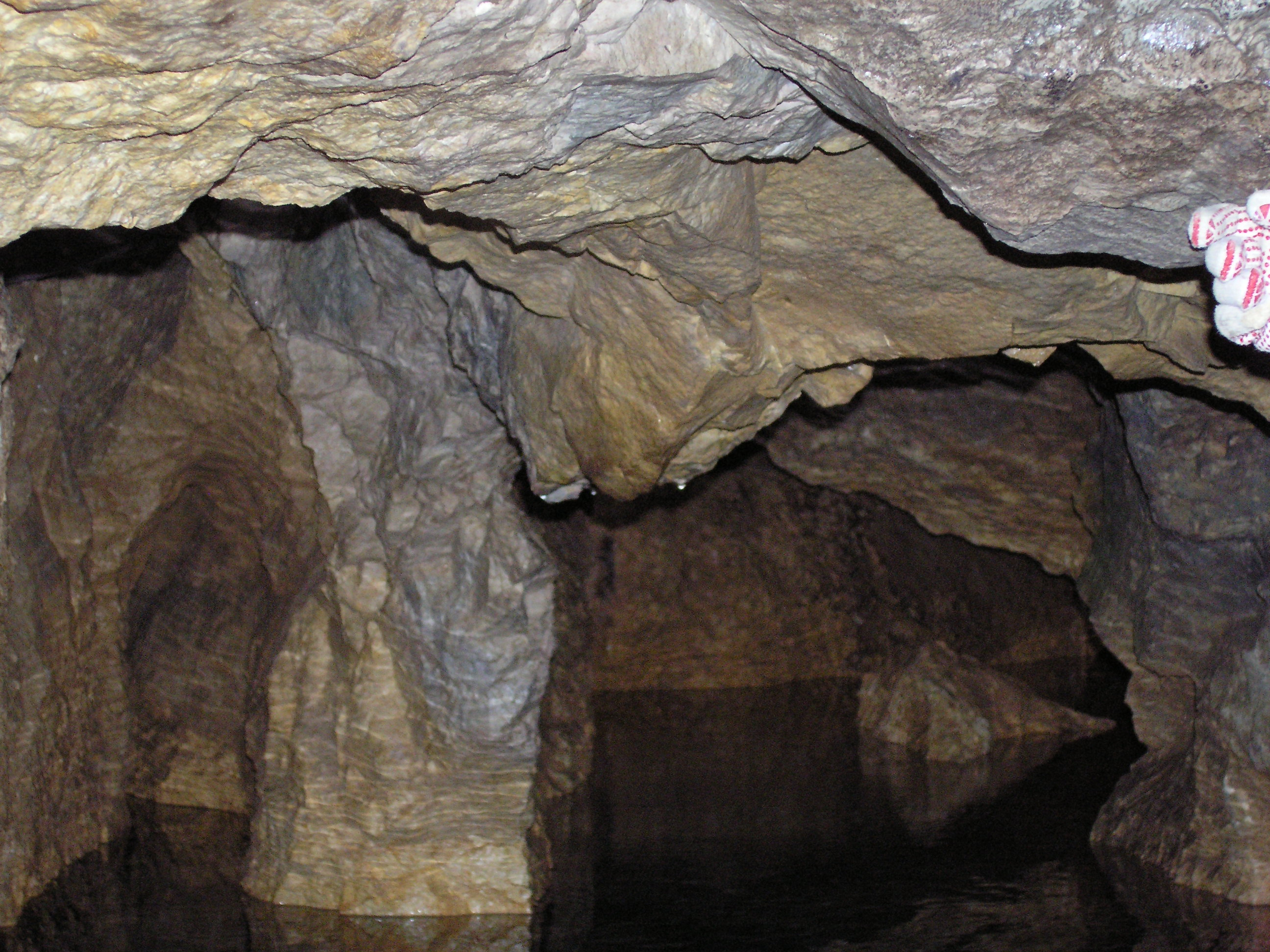
Das Innere der Wimsener Höhle
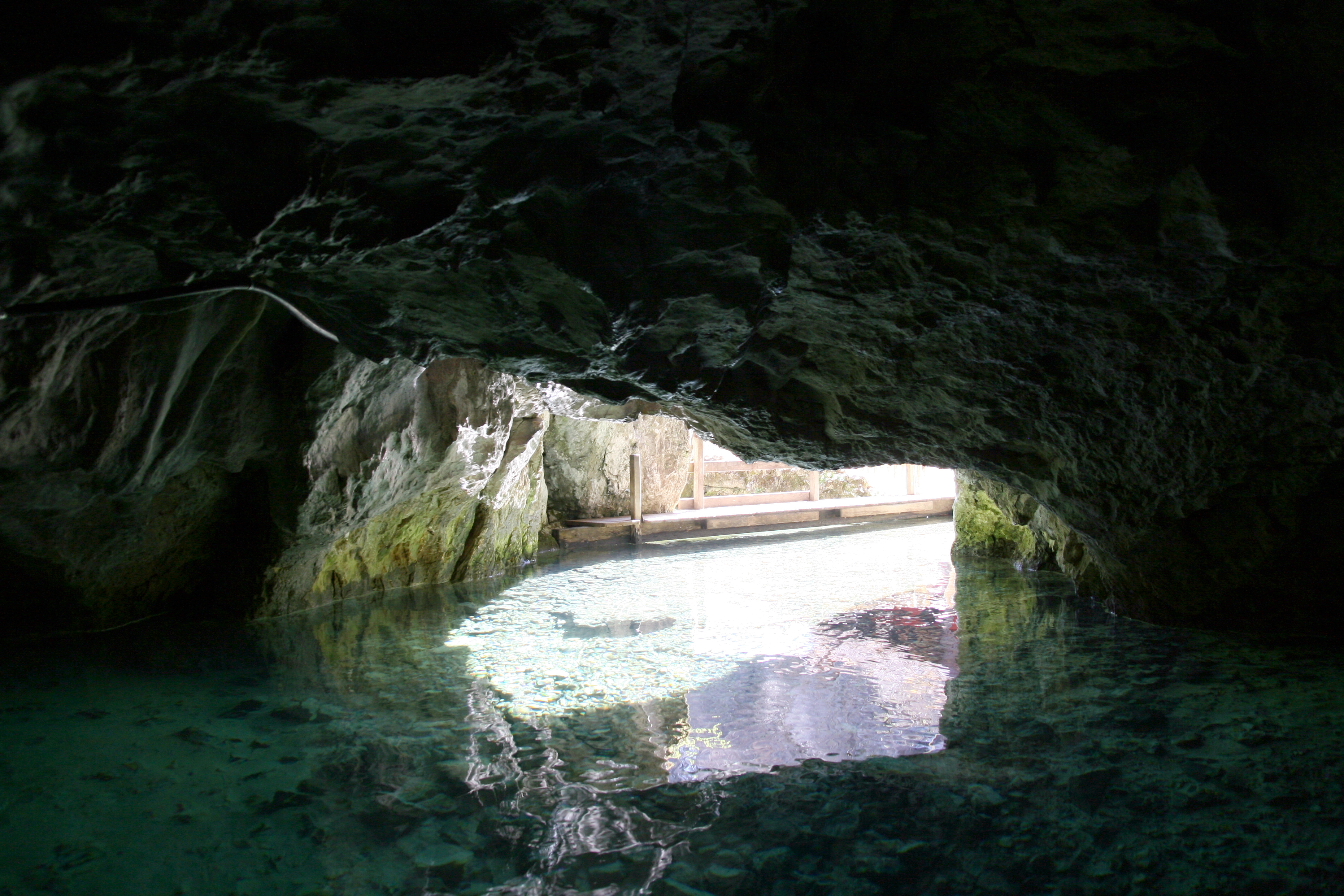
Höhleneingang von innen

## Geschichte
1447 wurde die Höhle erstmals urkundlich erwähnt.
1803 besuchte, wie bereits oben erwähnt, Kurfürst Friedrich I. die Höhle. Im selben Jahr bedankte sich Philipp Christian von Normann-Ehrenfels beim Kurfürsten für die Ernennung zum Minister und die Verleihung von Schloss Ehrenfels, wozu auch Wimsen und die Höhle gehörten, indem er über dem Höhleneingang eine Inschrift in lateinischen Versen anbringen ließ:
„Grata tuum praesens numen mea nympha salutat.
Laetior unda tibi nunc Friderice fluit.
MDCCCIII. IX Aug F.F. Normann.
Dankbar begrüßt den hohen Besuch die hier waltende Nymphe.
Fröhlicher fließet dir nun, Friedrich, die rauschende Ach.
9. August 1803 Friedrich Freiherr von Normann.“
1910 wurde die Kalkhöhle bereits teilweise vermessen, doch erst ab 1959, nachdem es gelungen war, einen Siphon zu durchtauchen, konnten weitere Erkundungen und Messungen vorgenommen werden. Dabei spielte unter anderem Jochen Hasenmayer eine wichtige Rolle, der in den Jahren 1961 bis 1975 bis zu 400 m weit und 40 m tief in die Höhle vordringen konnte.
1995 wurden in der Höhle Tonscherben und Menschenknochen gefunden, die zumindest teilweise aus der späten Bronzezeit stammen. Damals war der Wasserstand tiefer und die Höhle trocken begehbar. Dies belegen auch die Tropfsteine, die nur im Trockenen entstehen, aber in über zwei Meter Wassertiefe gefunden wurden. Erst im zwölften Jahrhundert wurde der Bach kurz unterhalb des Höhlenausganges für die Wimsener Mühle aufgestaut. Noch heute steht dort ein kleines Wasserkraftwerk.